# Cariera de silex din Spienne
Carierele neolitice de silex de la Spiennes sunt cele mai mari și mai vechi mine neolitice din Europa, aflându-se în apropierea satului valon Spiennes, de la sud-est de Mons, Belgia. Minele au funcționat în mijlocul și spre sfârșitul perioadei neolitice (4300-2200 î.e.n.). Situl și zona înconjurătoare au fost adăugate în lista patrimoniului mondial UNESCO în anul 2000.

## Descriere
Minele de silex de lângă Spienne, aflate pe lista patrimoniului mondial UNESCO începând cu 2000, sunt descrise de organizație ca fiind „una dintre cele mai mari și mai vechi concentrații de mine preistorice din Europa”. Nivelul dezvoltării tehnologice umane justifică astfel includerea pe listă.
Minele acoperă circa 100 ha de teren calcaros în zona Mons din Belgia și demonstrează tranziția între mineritul prin decopertare și mineritul subteran al nodulilor de silex. Nodulii se extrăgeau cu instrumente de silex. Pietrele erau apoi sparte în forme aproximative de topor, și apoi șlefuite pentru a atinge forma finală.
Produsele erau apoi utilizate pe o arie extinsă, de circa 150 km, și erau adesea șlefuite la destinație. Șlefuirea întărea produsul final, făcând capul de topor să dureze mai mult. Topoarele erau utilizate la început pentru tăierea lemnelor în neolitic, și pentru cioplirea lui în scopuri definite, cum ar fi construcția de canoe și de colibe.